# ギヨーム12世 (オーヴェルニュ伯)
ギヨーム12世（フランス語: Guillaume XII d'Auvergne, 1303年頃 - 1332年8月6日）は、フランスのオーヴェルニュ伯およびブローニュ伯（在位：1325年 - 1332年）。

## 生涯
ロベール7世伯とその最初の妻でクレルモン伯ロベールの娘であるブランシュ・ド・ブルボン（1281年 - 1304年）の間の一人息子。
1325年、フィリップ4世王の異母弟の1人エヴルー伯ルイの娘マルグリット・デヴルー（1307年 - 1350年）と結婚し、間に一人娘をもうけた。
- ジャンヌ1世（1326年 - 1360年） - オーヴェルニュ女伯、1338年にフィリップ・ド・ブルゴーニュと結婚、1350年にフランス王ジャン2世と再婚

他には妾腹の男子にボードラン（1321年 - ?）がおり、サルラン（Sarlant）の領主となった。ギヨーム12世は約500年に渡り続いてきたオーヴェルニュ伯家において、初めて嫡出の男子のいない当主となった。ギヨームは後継ぎには異母弟たちではなく、娘のジャンヌを選んだ。